# 中金聡
中金 聡（なかがね さとし、1961年 - ）は、日本の政治学者。国士舘大学教授。

## 略歴
福岡県生まれ。1985年早稲田大学政治経済学部卒。95年同大学院博士課程修了、「オークショットの政治哲学」で政治学博士の学位を取得。国士舘大学政経学部助教授、教授。

## 著書
- 『オークショットの政治哲学』早稲田大学出版部 政治思想研究叢書 1995
- 『政治の生理学 必要悪のアートと論理』勁草書房 2000

### 共編
- 『藤原保信著作集 第3巻　西洋政治理論史 上』厚見恵一郎共編 新評論 2005
- 『「政治哲学」のために』飯島昇藏,太田義器共編 行路社 2014

### 翻訳
- アンソニー・アーブラスター『民主主義』渋谷浩共訳 昭和堂 1991
- マーク・リラ『シュラクサイの誘惑 現代思想にみる無謀な精神』佐藤貴史,高田宏史共訳 日本経済評論社 2005
- マイケル・オークショット『リヴァイアサン序説』法政大学出版局 叢書・ウニベルシタス 2007
- マイケル・オークショット『歴史について、およびその他のエッセイ』添谷育志共訳 風行社 ソキエタス叢書 2013
- ベルトラン・ド・ジュヴネル『純粋政治理論』関口佐紀共訳 風行社 ソキエタス叢書 2014